# Alosius le Jeune
Alosius le Jeune ou Alevis Novi (? - v.1531) (en russe : Алевиз Новый),(ou en russe : Алеви́з Фря́зин), (ou encore en russe : Ламберти да Монтиньяна ou Alexis Lamberti de la Montagne, est un architecte italien de la renaissance. Il travailla en Russie et en Crimée.

## Biographie

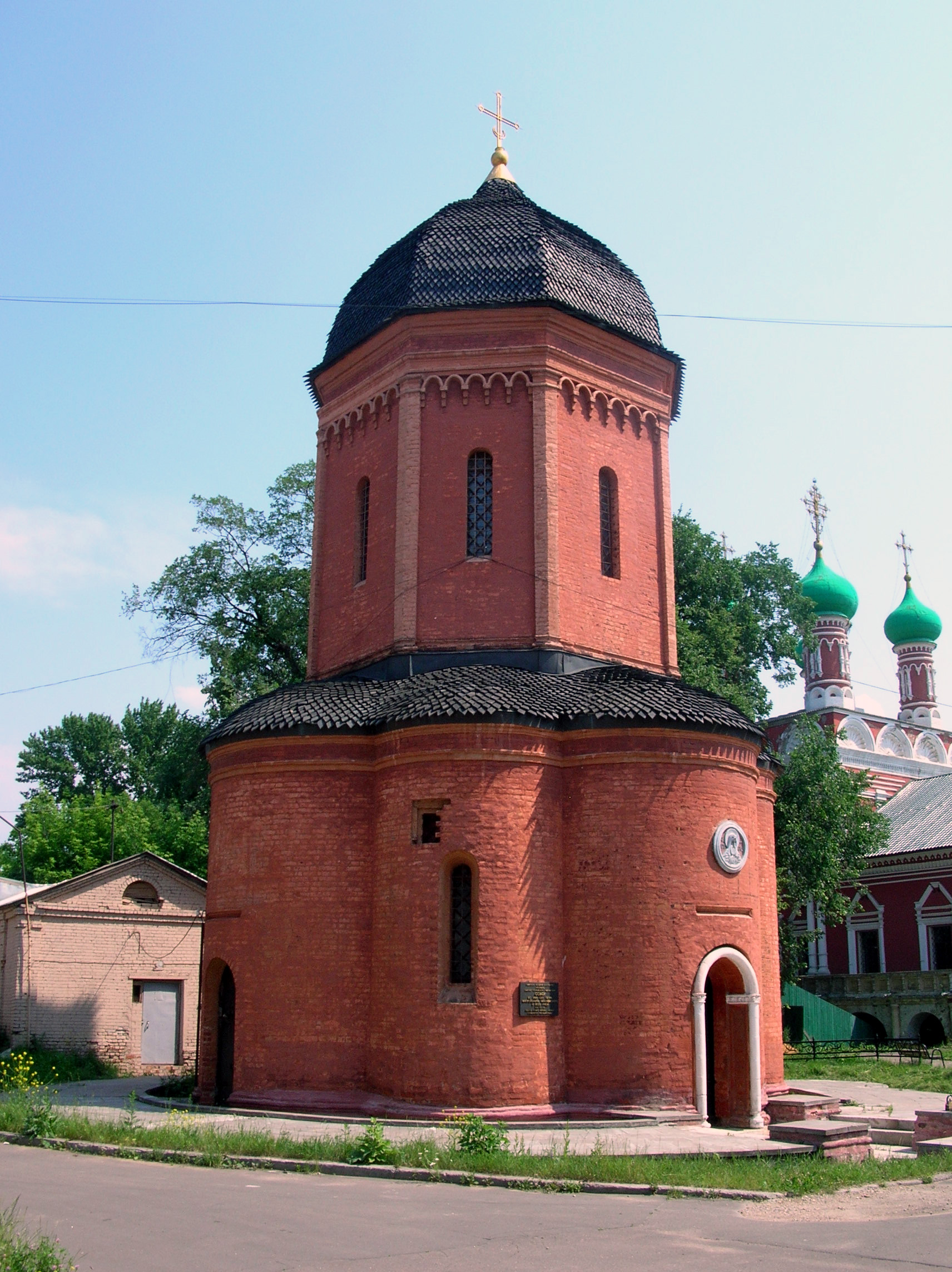
Cathédrale du Métropolite Pierre du monastère Saint-Pierre-le-Haut de Moscou.

En 1499, les ambassadeurs d'Ivan III et Rachlev Karakachov l'invitent à venir en Russie. Sur la route, il passe par le khanat de Crimée où il réalise, pour Mengli Giray, une partie du Hansaray. Il en reste le portail en pierre.
En 1503, il arrive à la cour de Moscou avec une lettre de recommandation de Mengli ; il ne faut pas le confondre avec son homonyme qui a participé à la construction du Kremlin, surtout les fossés et la place en 1492 ; mais sa réalisation principale est la cathédrale de l'Archange-Saint-Michel de Moscou.
Il lui est demandé la construction de douze églises à Moscou, encore existantes de nos jours. L'église principale du monastère Saint-Pierre-le-Haut (Высокопетровский монастырь) est l'une des premières rotondes de la ville.
Alosius le Jeune pourrait être l'architecte de l'Église de la Nativité-de-la-Vierge du vieux Simonov mais cela n'est pas confirmé par des documents probants

## Sources
- (ru) Cet article est partiellement ou en totalité issu de l’article de Wikipédia en russe intitulé « Алевиз Новый » (voir la liste des auteurs).

- (en) Cet article est partiellement ou en totalité issu de l’article de Wikipédia en anglais intitulé « Aloisio the New » (voir la liste des auteurs).